# Черина
Черѝна (на италиански: Cerrina; на пиемонтски: La Srin-a, Ла Сърин-а) е село и община в Северна Италия, провинция Алесандрия, регион Пиемонт. Разположено е на 225 m надморска височина. Населението на общината е 1536 души (към 2010 г.).